# Courtisane endormie
Ne pas confondre avec le tableau La courtisane endormie de Frans van Mieris l'Ancien
Courtisane endormie est une œuvre réalisée par Henry Ottmann en 1920.
Le tableau représente une courtisane nue et allongée dans une chambre. Elle semble dormir. Une servante passe derrière elle.
L'œuvre est conservée au musée national d'Art moderne du centre Pompidou à Paris à la suite d'un achat en 1921.